# Burbach (Francja)
Burbach – miejscowość i gmina we Francji, w regionie Grand Est, w departamencie Dolny Ren.
Według danych na rok 1990 gminę zamieszkiwało 288 osób, 45 os./km².